# Lead generation
La generación de prospectos, o generación de leads (del inglés: lead generation), es la primera fase del lead management, en la que se despliegan estrategias para atraer clientes potenciales y obtener datos personales de calidad. El principio de la generación de leads consiste en generar futuras oportunidades de venta de servicios y productos.

## Entorno
Son las empresas y personas cuya misión sea vender sus productos o servicios y buscar a los potenciales clientes interesados. Es un área dedicada a la generación de oportunidades de venta. Asimismo, los clientes potenciales también podrían ser tanto empresas (y todo tipo de organizaciones) como personas. En definitiva, todo aquel que tenga suficiente poder adquisitivo para adquirir el producto o servicio en cuestión.

## Técnicas
- Puerta fría: Es la manera tradicional de venta directa. Ir personalmente a las casas u oficinas a informar sobre los productos o servicios que venden.
- Emails Fríos: En algunos países se utilizan correos electrónicos enviados directamente a los destinatarios como técnica para captar y calificar leads.[2]
- Telemercadotecnia: Consiste en realizar llamadas personalizadas a posibles clientes para informarles sobre un producto o servicio y dar seguimiento. El objetivo puede ser concretar la venta directamente por teléfono o bien concertar una visita comercial con un especialista, que proporcione información detallada y cierre la venta.

- Internet: A través de páginas web, muchos consumidores dejan sus datos (no siempre de forma consciente) para que se les informe sobre diferentes productos o servicios, lo que permite generar bases de datos con información de potenciales consumidores.

- Empresas de venta de Leads: A través de empresas dedicadas a la captura y comercialización de leads, se pueden conseguir prospectos perfilados / Leads que ya estén interesados y tengan una intención real de compra de un servicio o producto específico.[3]

## Puntuación deleads
La puntuación de leads es "un modelo efectivo que ayuda a los departamentos de ventas y marketing a identificar qué prospectos son potencialmente más valiosos para la empresa y su embudo de ventas". Consiste en asignar una puntuación cuantitativa a cada lead para determinar su validez dentro del pipeline comercial. Cuando un lead supera cierto umbral, se transfiere al equipo de ventas para su evaluación. La puntuación se basa en factores como el nivel de interés, la adecuación al mercado objetivo y la probabilidad de conversión, lo que permite al centro de llamadas priorizar leads y distribuir mejor los recursos.

## Métodos
Otra forma de obtener datos de clientes es mediante esfuerzos de marketing entrante, como formularios en sitios web, campañas de correo electrónico e interacciones en redes sociales. Al ofrecer contenido valioso, las empresas pueden incentivar a los visitantes a proporcionar su información de contacto a cambio de acceso a dicho contenido, gratuito o de pago. Estos datos se incorporan posteriormente a la base de clientes potenciales.
Una vez que el centro de llamadas tiene una sólida base de datos de posibles clientes potenciales, es importante utilizar agentes bien capacitados y hábiles para ponerse en contacto con estos clientes potenciales. Estos deben ser capaces de comunicar de manera efectiva el valor de los productos o servicios de la empresa y superar las posibles objeciones. Para ello, es necesario que conozcan a fondo la oferta de la empresa y posean sólidas habilidades en comunicación y ventas.
La capacitación efectiva y el coaching pueden ayudar a garantizar que los agentes estén equipados con las habilidades necesarias para tener éxito en la generación de leads. Esto puede incluir ejercicios de simulación, capacitación en ventas y retroalimentación continua y apoyo de gerentes y colegas. Al invertir en el desarrollo de sus agentes, los centros de llamadas pueden mejorar la calidad general de sus esfuerzos de generación de leads.
Además de tener agentes hábiles, es importante que el centro de llamadas sea eficiente en su estrategia de marcación. Esto significa que el centro de llamadas debe tener un sistema para llegar efectivamente a posibles clientes y maximizar la cantidad de leads generados. Esto puede incluir técnicas como la marcación predictiva, que utiliza algoritmos para marcar automáticamente números de teléfono y conectar a los agentes con posibles clientes tan pronto como estén disponibles.

## Mejores Prácticas
Otras estrategias para mejorar la eficiencia en la marcación pueden incluir sistemas de enrutamiento de llamadas que dirigen las llamadas a los agentes más apropiados según factores como la competencia lingüística y la experiencia en un producto o servicio específico. Los centros de llamadas también pueden utilizar software de seguimiento y análisis de llamadas para supervisar el rendimiento de sus esfuerzos de generación de leads e identificar áreas de mejora.
La garantía de calidad de leads es otro aspecto importante de la generación de leads en el centro de llamadas. Esto implica confirmar que los leads cumplen con ciertos criterios y es probable que estén interesados en los productos o servicios de la empresa. Esto puede incluir verificar la información de contacto, asegurarse de que los leads estén en el mercado objetivo de las ofertas de la empresa y confirmar que tengan el presupuesto y la autoridad para tomar decisiones de compra.
Existen varias mejores prácticas para entregar leads a los equipos o individuos adecuados dentro de la organización. Un método es utilizar un sistema de gestión de leads que rastrea y dirige leads en tiempo real, asegurando que sean seguidos de inmediato por el equipo de ventas o servicio al cliente pertinente.